# Calamonastes
A Calamonastes a madarak osztályának verébalakúak (Passeriformes) rendjébe és a szuharbújófélék (Cisticolidae) családjába tartozó nem.

## Rendszerezés
A nembe az alábbi fajok tartoznak:
- szürke rigóposzáta (Calamonastes simplex)
- Calamonastes undosus
- Calamonastes stierlingi
- Calamonastes fasciolatus